# TorrentFreak
TorrentFreak (TG) – blog poświęcony najnowszym wydarzeniom i trendom z zakresu świata BitTorrent i udostępniania plików, a także kwestii naruszeń praw autorskich i problematyce praw cyfrowych. Witryna została założona w listopadzie 2005 r. przez Holendra posługującego się pseudonimem Ernesto Van Der Sar. W 2007 roku do zespołu dołączyli Andy „Enigmax” Maxwell i Ben Jones. Do współtwórców treści należy Rickard Falkvinge, założyciel szwedzkiej Partii Piratów.